# Tropiques FM
Tropiques FM est une radio privée locale créée en 2007 à Issy-les-Moulineaux. Elle émet sur la fréquence 92,6 MHz de la FM en région parisienne, ainsi que sur la radio numérique terrestre à Paris. Elle a pour objectif de faire entendre la voix de la France d'Outre-Mer en Île-de-France. Elle diffuse des contenus musicaux et informatifs. 
Elle est membre des Indés Radios.

## Audience
En 2015, la radio atteint 7,4 % de la population de l'Île-de-France soit 197 000 auditeurs quotidien et 730 000 par semaine .